# Дёмина, Юлия Викторовна
Юлия Викторовна Дёмина (3 февраля 1969, Свердловск) — российская, ранее советская, шахматистка, гроссмейстер (1991) среди женщин. Международный арбитр (2018).

## Шахматная карьера
Чемпионка СССР (1988). Бронзовый призёр чемпионата 1989 года (в финале поделила 3—5-е места с Л. К. Семёновой и К. Г. Кахиани, но по дополнительным показателям вышла на 3-е место). Победительница чемпионатов РСФСР (1981), СССР (1985) и ВС СССР (1988) среди девушек.
В составе сборной РСФСР участница 1-го командного чемпионата СССР среди женщин (1986) в г. Минске (команда заняла 10 место).
В составе сборной России участница 2-х Олимпиад (1992, 1998 — за 3-ю сборную) и 2-х командных чемпионатов Европы (1992, 1999). Каждый раз Ю. В. Дёмина играла на 1-й доске.
Участница 7-и Кубков европейских клубов (1996, 2003—2008). Выиграла командные 2 медали — серебряную (2004, в составе команды «ФИНЭК», Санкт-Петербург) и бронзовую (1996, в составе команды «Эмпилс», Ростов-на-Дону).
Участница 4-х личных чемпионатов Европы (2001, 2005, 2008—2009). Лучшие результаты в международных соревнованиях: Страшенчен (1985) и Сочи (1987) — 1-е; Приморско (1988) — 3—4-е места. Участница 3-х межзональных турниров (1990, 1991, 1993); лучший результат — в турнире (1990) в г. Куала-Лумпуре (5-е место).

## Семья
Была замужем за гроссмейстером Маратом Анатольевичем Макаровым (который также являлся её тренером), в их браке родились двое сыновей.

## Изменения рейтинга
| Графики недоступны из-за технических проблем. См. информацию на Фабрикаторе и на mediawiki.org. |